# Клёст-еловик
Клёст-елови́к, или обыкнове́нный клёст (лат. Loxia curvirostra), — лесная певчая птица из семейства вьюрковых (Fringillidae) отряда воробьинообразных (Passeriformes). Выделяют 19 подвидов. Характеризуется мощным клювом с перекрещивающимися кончиками и питанием семенами ели и других хвойных деревьев (отсюда русское название вида).

## Общая характеристика

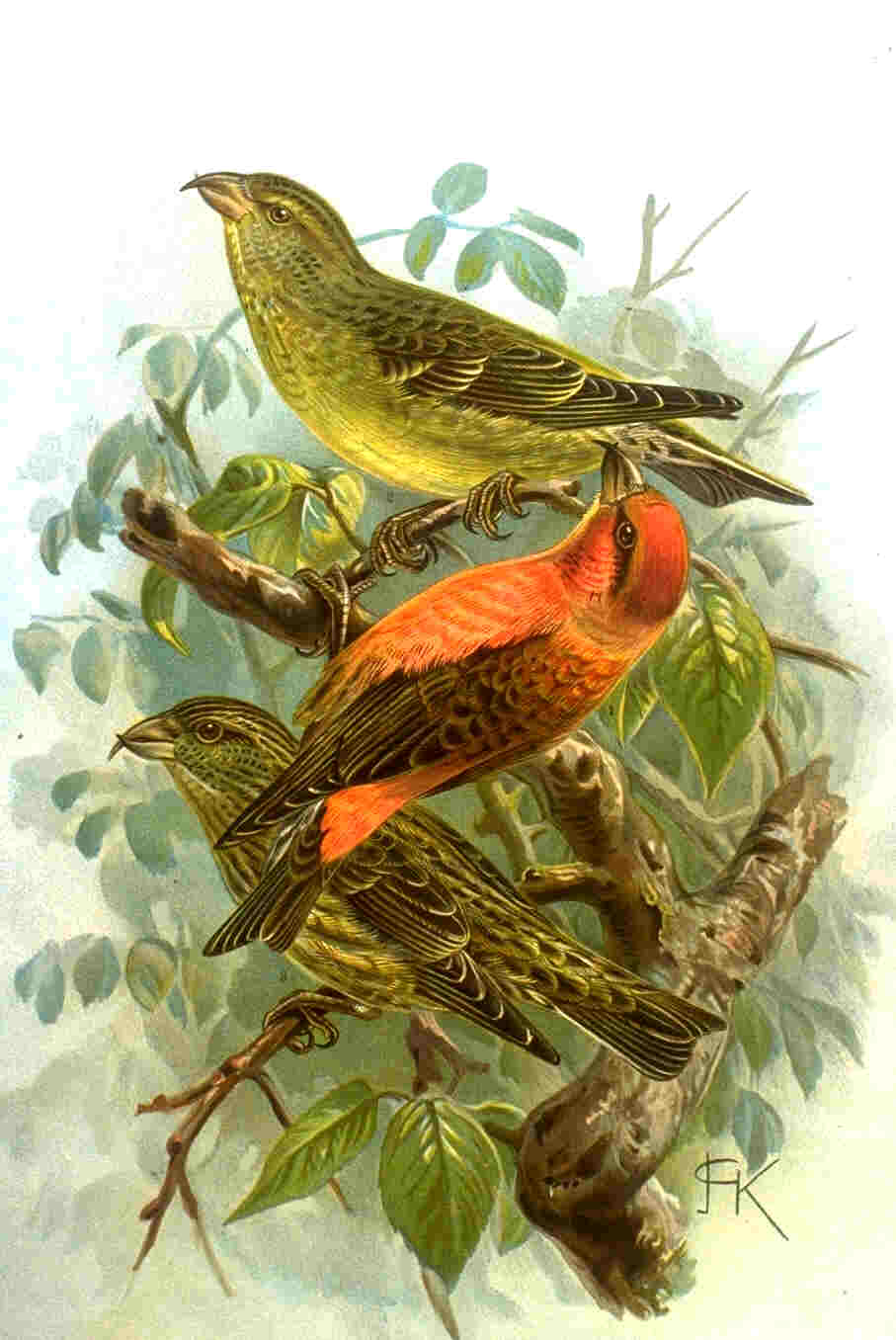
Окраска самки, самца и молодой птицы (сверху вниз)

Птица немного крупнее воробья, но мельче скворца. Длина тела до 17 см, масса около 43—57 г .
Примечателен своеобразным строением клюва. Надклювье и подклювье скрещиваются между собой, и их острые концы выдаются по бокам клюва. Подобно попугаям, использует клюв для ла́занья.
Самцы красные или красно-малиновые, нижняя часть брюха серовато-белая. Самки зеленовато-серые с жёлто-зелёными краями перьев. Молодые птицы серые в пестринах, самцы-первогодки оранжево-жёлтые. Крылья и хвост бурые.
Клюв не очень толстый, более вытянут, менее загнут, слабее перекрещивающиеся концы его длиннее и тоньше по сравнению с родственным видом клеста-сосновика.
Имеет крупную голову, цепкие ноги, позволяющие подвешиваться к шишкам вниз головой, короткий глубоко вырезанный хвост.

## Образ жизни

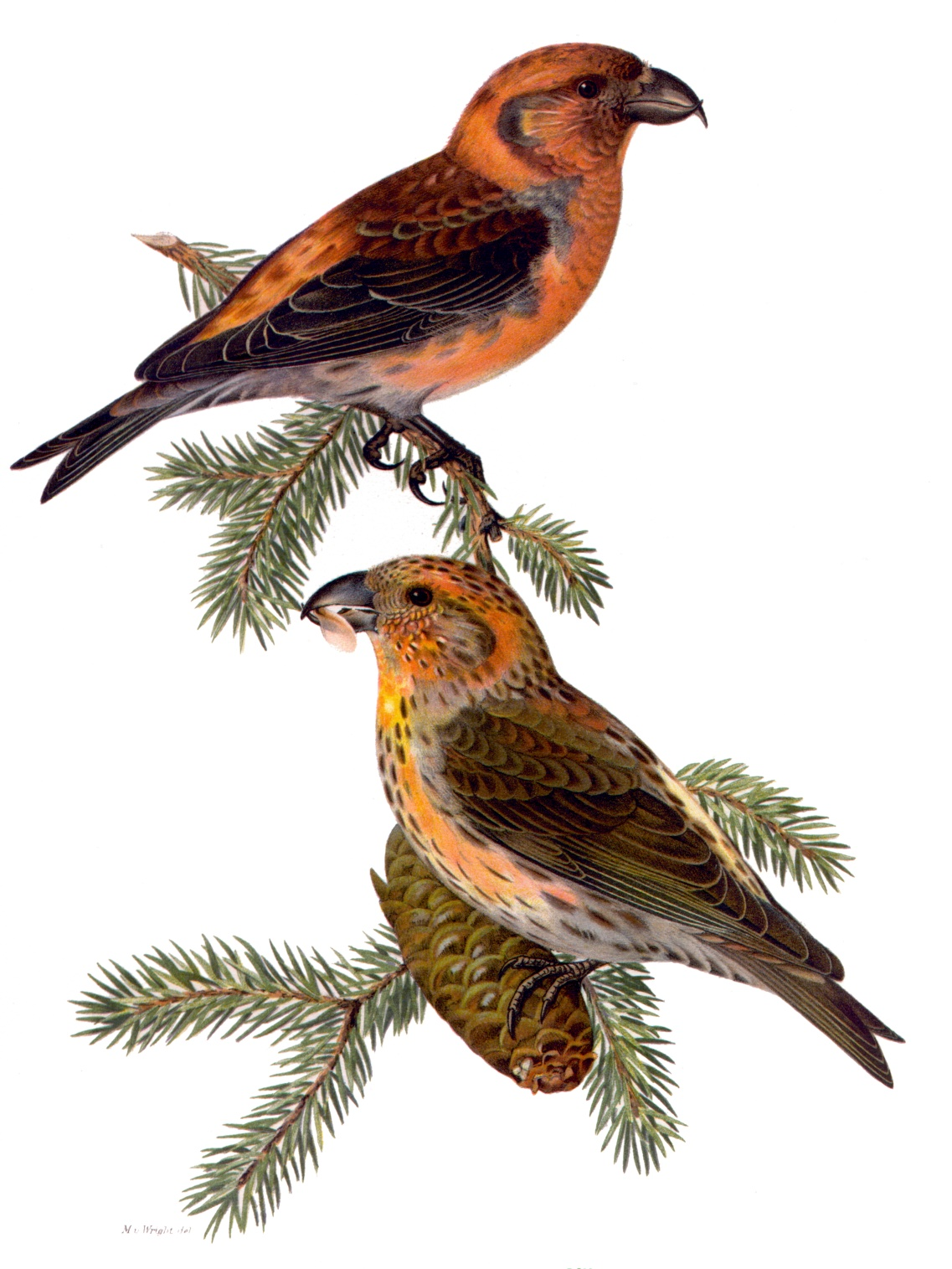
Клесты питаются семенами хвойных деревьев

Дневная, шумная и подвижная птица. Почти всё время проводит на деревьях. Летает быстро, по волнистой траектории. В полёте стайка клестов перекликается, издавая «кеп-кеп-кеп».
В любое время года клесты совершают перекочёвки, покидая области с неурожаем шишек и скопляясь в большом количестве в урожайных местах хвойных лесных массивов.
Питание
В силу того что клесты кормятся почти преимущественно хвойными семенами, урожай которых бывает не каждый год, в сезонных явлениях этих птиц наблюдаются годовые колебания.
Поскольку основу рациона клеста составляют еловые и пихтовые шишки, его плоть в течение всей жизни пропитывается содержащимися в смоле бальзамирующими веществами, из-за чего после смерти птицы её трупик нередко мумифицируется. Известны экземпляры таких мумий возрастом в 15—20 лет.
Помимо хвойных семян клесты питаются сорняками и семенами подсолнечника, иногда насекомыми.

## Размножение

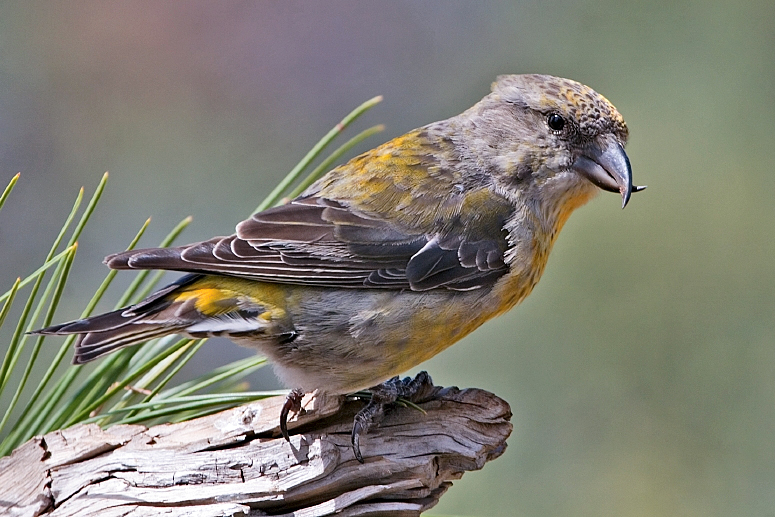
Самка клеста-еловика в Национальный лес Дешут, Орегон (США)

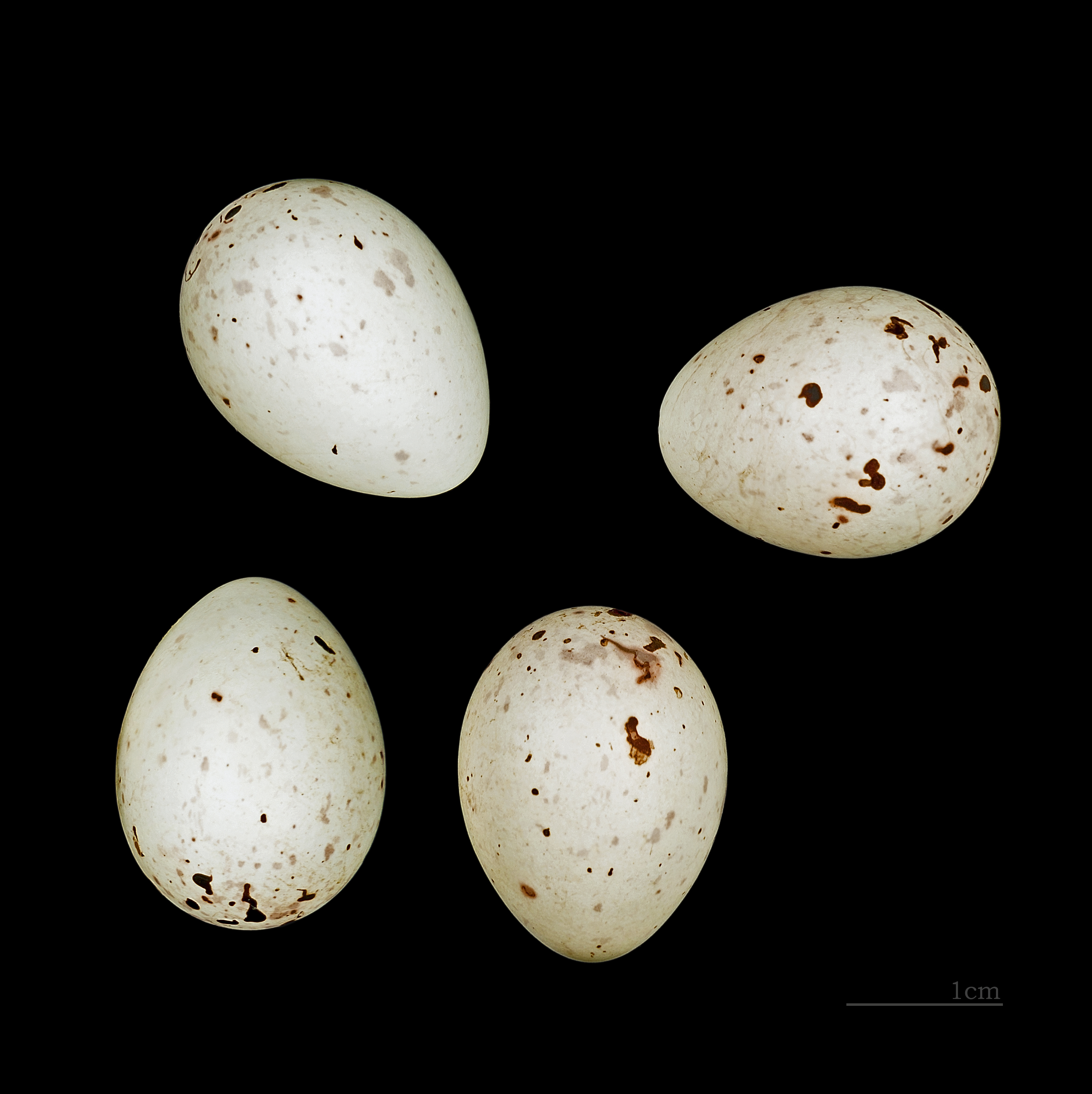
Яйца Loxia curvirostra

Клесты могут гнездиться летом и зимой в зависимости от урожая семян хвойных, чаще гнездование бывает в марте. Одной из ярких особенностей этих птиц, является то, что период гнездования может начаться ещё в зимнее время. Известны снимки самки клеста на гнезде в раннем марте, когда вокруг ещё сугробы и минусовые температуры. Такая особенность напрямую зависит от обильности урожая еловых и сосновых семян. При их наличии клесты могут начинать гнездование очень рано.
Птицы строят гнёзда недалеко друг от друга.
При токовании самец занимает верхнюю ветвь дерева, много поёт, издавая при этом свисты вперемежку со скрипами и щебетанием, бегая и кружась.
Гнездо строит самка в густых еловых ветвях, используя снаружи тонкие веточки и выстилая внутри мхом, шерстью и перьями. В кладке бывает 3—5 голубоватых яиц с бурыми пятнами. Самка насиживает яйца в течение двух недель.
После вылупления птенцы остаются в гнезде ещё две недели. Слётки (птенцы, только что начавшие вылетать из гнезда) долго докармливаются родителями.

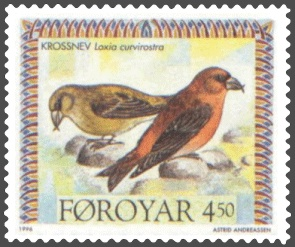
Клесты на марке Фарерских островов, где они являются инвазивным (чужеродным) видом

## Распространение
Клёст-еловик населяет хвойные леса Европы, Северо-Западной Африки, Северной и Центральной Азии, Филиппин, Северной и Центральной Америки (на юге до Гватемалы). Представлен на территории бывшего СССР. В неурожайные годы клёст-еловик способен улетать в нетаежные места. Кандидат биологических наук Василий Колбин отмечал, что в XX веке в Европе было зафиксировано 70 инвазий клеста-еловика.
Живёт в хвойных и смешанных, но преимущественно в еловых, реже сосновых и лиственничных лесах, но не в кедровых.

## Классификация
Североамериканские подвиды клеста-еловика:
- Loxia curvirostra bendirei
- Loxia curvirostra benti
- Loxia curvirostra grinnelli
- Loxia curvirostra minor
- Loxia curvirostra pusilla
- Loxia curvirostra sitkensis
- Loxia curvirostra stricklandi

## Генетика
Молекулярная генетика
- Депонированные нуклеотидные последовательности в базе данных EntrezNucleotide, GenBank, NCBI, США: 757 Архивная копия от 28 февраля 2022 на Wayback Machine (по состоянию на 17 февраля 2015).
- Депонированные последовательности белков в базе данных EntrezProtein, GenBank, NCBI, США: 100 (по состоянию на 17 февраля 2015).